# Chủ nghĩa phản xét lại
Trong lịch sử từ Chủ nghĩa phản xét lại được dùng trong từ điển Cộng sản để mô tả những chống đối các dự định sửa đổi, hay từ bỏ những lý thuyết cách mạng cơ bản và thực hành theo cái lối mà bị cảm nhận là như vậy đã nhượng bộ những đối thủ của chủ nghĩa Cộng sản.
Trong thời gian gần đây, tuy nhiên, từ này đã có một ý nghĩa riêng biệt. Nó mô tả một khuynh hướng phát triển ở phong trào cộng sản thân Liên Xô (đối lập với Trotskyist) sau thế chiến thứ hai. Sự lớn mạnh của khuynh hướng chống xét lại này đặc biệt đáng được ghi chú tại nhiều thời điểm quan trọng trong lịch sử của phong trào Cộng sản – Sự chuyển đổi từ lúc làm việc chung giữa Liên Xô và các cường quốc phương Tây trong thế chiến thứ hai sang chiến tranh lạnh, và khủng hoảng khởi đầu bằng đại hội thứ 20 của đảng Cộng sản Liên Xô năm 1956.
Bởi vì các phong trào chống chủ nghĩa xét lại thuộc các thời đại và được lãnh đạo bởi các lãnh tụ khác nhau, nên họ được chia làm nhiều nhóm khác nhau. Họ thường có khuynh hướng chống chủ nghĩa Trotsky và chống phi Stalin hóa, một số ủng hộ lý thuyết Marx, Engels, Lenin, Stalin, và Mao (chủ nghĩa Mao hay chủ nghĩa Marx–Lenin–Mao), một số tuy bảo vệ tư tưởng Marx, Engels, Lenin và Stalin nhưng lại không chấp nhận Mao (chủ nghĩa Marx–Lenin). Thêm vào đó, có những nhóm khác ủng hộ những lãnh tụ khác ít được biết tới, như Enver Hoxha (chủ nghĩa Hoxha).